# Пінкерн
Пінкерн або Пінкернес (дав.-гр. πιγκέρνης, трансліт. pinkernēs) також Епінкернес (ἐπιγκέρνης, epinkernēs) — придворна посада у Східній Римській імперії (Візантії) високого рангу.

## Історія
Термін походить від грецького дієслова ἐπικεράννυμι (epikeránnymi, «змішувати [вино]») і використовувався для позначення чашника імператорі Східної Римської імперії (Візантії). Крім того, були такі терміни, як ὁ τοῡ βασιλέως οἰνοχόος «імператорський наливач вина», ἀρχιοινοχόος (archioinochoos, «головний наливач вина»), «kylikhoros» («kylixorop»). При дворі Нікейської імперії часто використовували ὁ ἐπὶ τοῡ κεράσματος (ho epi tou kerasmatos) «той, хто відповідає за напій».
Посаду описує вже Клеторологія 899 року, де вони знаходяться при імператорах і августах. Пінкернес супроводжував імператора, несучи кубок, підвішений на ланцюжку, який він давав імператору, коли той хотів пити. Його посада при дворі була не дуже впливовою, але він мав великий штат παροινοχόοι (paroinochoi) «помічників, що наливають вино»). 
Ця посадова особа була також при Константинопольському патріарху та в дворах Великих магнатів.
Дружина пінкернеса носила жіночу форму його титулу: пінкернісса (πιγκέρνισσα).
У ранній період Комнінів посада перестала обмежуватися лише роллю прислуги, а поступово стала титулом відзнаки, який навіть присуджували родичам Візантійського імператора. Кілька вищих генералів періоду Палеологів, такі як Михайло Тарханейот Глабас, Олексій Філантропенос і Сіргіан Палеолог, були удостоєні цього звання. 
Відповідно псевдо-Кодіноса, у 14 столітті pinkernēs значно зріс у своєму значенні і зайняв 14 місце в палацовій ієрархії, між protosebastos і kouropalatēs. Це підвищення до найвищих рангів імператорського чашника разом із підвищенням майстрів полювання (prōtokynēgos) і соколів (prōtoierakarios) з двору императора Східної Римської імперії того часу перейшов на лицарські звичаї королівських дворів Європи. 
Одночасно пінкернес також перейняв на себе інші функції, маючи під своїм керівництвом деякі з побутових та обслуговуючих імператора служб. До 15-го століття ця посада стала суто почесним титулом, оскільки, власників цієї посади відправляли з місіями до провінцій та інших доручень імператора.